# Предтакт
Предтакт (енг. anacrusis, фр. anacrouse) у музици је први, непотпуни такт неке композиције. Обично се његова допуна налази у последњем, такође непотпуном такту. На овај начин, први непотпуни и последњи непотпуни такт чине један потпуни такт, на пример:

Ако композиција почне непотпуним тактом, тј. нотном вредношћу која је мања од вредности јединице бројања у такту, онда је то узмах.